# Zoe Kazan
Zoe Swicord Kazan, född 9 september 1983 i Los Angeles i Kalifornien, är en amerikansk skådespelare och manusförfattare.
Hon är dotter till manusförfattarna Nicholas Kazan och Robin Swicord och hennes farfar var den berömde regissören Elia Kazan. Sedan 2007 har hon en relation med skådespelaren Paul Dano. De har en dotter, född i augusti 2018, och en son, född i oktober 2022.
Zoe Kazan har bland annat spelat i filmer som Revolutionary Road (2008), It's Complicated (2009) och Kärlek i New York (2010). 2012 skrev hon manus samt spelade en av huvudrollerna i Ruby Sparks.

## Filmografi i urval
- 2007 – Bristande bevis
- 2008 – Revolutionary Road
- 2008 – Me and Orson
- 2009 – Pippa Lees hemliga liv
- 2009 – I Hate Valentine's Day
- 2009 – It's Complicated
- 2010 – Kärlek i New York
- 2010 – Meek's Cutoff
- 2012 – Ruby Sparks
- 2013 – The Pretty One
- 2014 – Oliver Kitteridge (TV-serie)
- 2017 – The Big Sick
- 2018 – Under en öppen himmel
- 2018 – Ballad of Buster Scruggs
- 2020 – The Plot Against America (TV-serie)
- 2022 – She Said